# 吉奥拟蝎科
吉奥拟蝎科（学名：Geogarypidae）为拟蝎目的一个科。

## 下级分类
本科包括以下属：
- Afrogarypus Beier, 1931
- 吉奥拟蝎属 Geogarypus J.C.Chamberlin, 1930
- Indogarypus Beier, 1957